# Al-Qaïm
Pour les articles homonymes, voir Al-Qa'im.
Al-Qaïm (en arabe : القائم) est une ville d'Irak située dans le nord-ouest de la province d'Al-Anbar et dans le district éponyme, dont elle est le chef-lieu.

## Géographie

### Situation
La ville d'Al-Qaïm se trouve sur les rives du fleuve Euphrate, à environ 400 km à l'ouest de Bagdad et à proximité de la frontière entre l'Irak et la Syrie (la ville possède en effet un poste-frontière stratégique qui est l'un des trois points de passages officiels sur les 600 km de frontière qui séparent les deux pays).

## Histoire

### Époque contemporaine

#### Seconde guerre civile irakienne
Lors de la seconde guerre civile irakienne, al-Qaïm est prise par les djihadistes de l'État islamique le 21 juin 2014, puis reprise par l'armée irakienne le 3 novembre 2017,.